# Los Pintanos
Los Pintanos (aragónul Os Pintanos) település Spanyolországban,  Zaragoza tartományban. Los Pintanos Mianos, Bagüés, Longás, Lobera de Onsella, Isuerre, Navardún, Urriés, Sigüés és Artieda községekkel határos. Lakosainak száma 37 fő (2024).

## Népesség
A település népessége az utóbbi években az alábbiak szerint változott:
| Lakosok száma | 83   | 102  | 43   | 38   | 45   | 44   | 37   | 37   | 37   | 37   |
|               | 2001 | 2004 | 2007 | 2009 | 2012 | 2014 | 2017 | 2019 | 2022 | 2024 |